# Tony Oxley
Tony Oxley (15. června 1938 Sheffield – 26. prosince 2023) byl britský jazzový bubeník. Nejprve začal jako osmiletý hrát na klavír a k bicím přešel až v sedmnácti letech. V letech 1960–1964 měl svůj vlastní kvartet a v roce 1963 spolu s kontrabasistou Gavinem Bryarsem a kytaristou Derekem Baileyem založil trio nazvané Joseph Holbrooke podle stejnojmenného skladatele a klavíristy. Později vydal řadu vlastních alb a spolupracoval s dalšími hudebníky, mezi něž patřili Cecil Taylor, John Surman, Lester Bowie, John McLaughlin nebo Georgie Fame.